# Горбачик, Валерий Сергеевич
Валерий Сергеевич Горбачик (бел. Валерый Сяргеевіч Гарбачык; род. 19 января 1995, Пуховичи, Минская область) — белорусский футболист, нападающий клуба «Челябинск».

## Клубная карьера
Воспитанник минского «Динамо», где начал выступать за дубль в 2011 году. На тот момент он был защитником. В 2013 году привлекался в основной состав «динамовцев», но ни разу за него не сыграл. Сезон 2015 года он провел в аренде за клуб «Берёза-2010» в Первой лиге, где его использовали в качестве нападающего. По окончании сезона команда прекратила своё существование. В начале 2016 года Горбачик готовился к новому сезону в составе основной команды «Динамо», но в марте 2016 года был отдан в аренду в «Смолевичи-СТИ».
В сезоне 2017 был основным игроком смолевичской команды. С 15 голами он стал одним из лучших бомбардиров Первой лиги и помог команде выйти в Высшую лигу. В декабре 2017 года продлил контракт с клубом. В начале 2018 года он стал капитаном команды, сменившей название на «Смолевичи».
В августе 2018 года перешёл в жодинский клуб «Торпедо-БелАЗ», где также стал основным нападающим. В июле 2020 года отдан в аренду латвийскому клубу «Лиепая».
В марте 2021 года, покинув «Лиепаю» по окончании срока аренды, он тренировался с «Торпедо-БелАЗ», восстанавливаясь после травмы, и вскоре был переведён в основную команду. Сыграв за «Торпедо» в трёх матчах чемпионата Беларуси, в июле 2021 года по соглашению сторон покинул клуб и вскоре перешёл в «Ислочь», где зарекомендовал себя в команде.
В январе 2022 года вернулся в «Торпедо-БелАЗ». В январе 2024 года футболист покинул жодинский клуб по окончании срока действия контракта.
В январе 2024 года футболист стал игроком российского клуба «Челябинск». В сезоне-2024/25 забил за команду 5 мячей. 8 июля 2025 года стал игроком «Витебска».

## Статистика
| Сезон    | Дивизион | Клуб           | Страна   | Матчи | Голы |
| -------- | -------- | -------------- | -------- | ----- | ---- |
| 2011     | дубль    | Динамо (Минск) | Беларусь | 2     | 0    |
| 2012     | дубль    | Динамо (Минск) | Беларусь | 14    | 0    |
| 2013     | дубль    | Динамо (Минск) | Беларусь | 22    | 0    |
| 2014     | дубль    | Динамо (Минск) | Беларусь | 30    | 1    |
| 2015     | Д2       | Берёза-2010    | Беларусь | 28    | 12   |
| 2016     | Д2       | Смолевичи-СТИ  | Беларусь | 25    | 8    |
| 2017     | Д2       | Смолевичи-СТИ  | Беларусь | 29    | 15   |
| 2018 (1) | Д1       | Смолевичи      | Беларусь | 16    | 5    |
| 2018 (2) | Д1       | Торпедо-БелАЗ  | Беларусь | 14    | 4    |
| 2019     | Д1       | Торпедо-БелАЗ  | Беларусь | 25    | 5    |
| 2020 (1) | Д1       | Торпедо-БелАЗ  | Беларусь | 16    | 5    |
| 2020 (2) | Д1       | Лиепая         | Латвия   | 9     | 3    |
| 2021 (1) | Д1       | Торпедо-БелАЗ  | Беларусь | 3     | 0    |
| 2021 (1) | Д1       | Ислочь         | Беларусь | 12    | 1    |

## Достижения
«Лиепая»
- Обладатель Кубка Латвии: 2020

«Торпедо-БелАЗ»
- Обладатель Кубка Беларуси: 2022/23